# Operazione Teardrop
L'operazione Teardrop è stata un'operazione della marina degli Stati Uniti condotta durante la seconda guerra mondiale – dall'aprile al maggio 1945 – per distruggere alcuni U-Boot tedeschi che si temeva avrebbero potuto attaccare la costa orientale degli Stati Uniti.

## L'operazione
L'operazione Teardrop fu pianificata alla fine del 1944, a seguito di una serie di rapporti di intelligence (successivamente rivelatisi errati) secondo i quali il Terzo Reich avrebbe avuto intenzione di attaccare il territorio statunitense lanciando missili V1 installati su dei sommergibili.
Il piano fu eseguito nell'aprile 1945, dopo che una alcuni U-Boot Tipo IX salparono dalle coste della Norvegia occupata dai nazisti verso gli Stati Uniti.
Nonostante le difficili condizioni atmosferiche la flotta statunitense, con il supporto aereo della Royal Canadian Air Force, intercettò la maggior parte dei sottomarini tedeschi, affondandone cinque.
All'inizio del maggio 1945 quel che rimaneva della flotta sottomarina tedesca si arrese alle forze alleate.